# Al Nasr Sports, Cultural and Social Club
Pour les articles homonymes, voir Al Nasr.
Maillots
Le Al Nasr Sports, Cultural and Social Club (en arabe : نادي النصر الرياضي الثفافي الإجتماعي), plus couramment abrégé en Al Nasr, est un club omani de football fondé en 1970 et basé à Salalah.

## Palmarès
| \| - Championnat d'Oman (5) : - Champion : 1979-80, 1980-81, 1988-89, 1997-98 et 2003-04. - Coupe d'Oman (5) : - Vainqueur : 1996, 2001, 2003, 2006 et 2017-18. - Finaliste : 1988, 1989, 2000 et 2002. \| \| - Coupe de la Ligue omanaise (1) : - Vainqueur : 2016. - Supercoupe d'Oman (1) : - Vainqueur : 2018. - Finaliste : 2002. \| |  | |
| - Championnat d'Oman (5) : - Champion : 1979-80, 1980-81, 1988-89, 1997-98 et 2003-04. - Coupe d'Oman (5) : - Vainqueur : 1996, 2001, 2003, 2006 et 2017-18. - Finaliste : 1988, 1989, 2000 et 2002. |  | - Coupe de la Ligue omanaise (1) : - Vainqueur : 2016. - Supercoupe d'Oman (1) : - Vainqueur : 2018. - Finaliste : 2002. |

## Personnalités du club

### Anciens joueurs
- Ali Al Habsi
- Said Al-Shoon
- Mohammed Amar Al Kathiri
- Fawzi Bashir
- Hamdi Hubais
- Hashim Saleh

### Entraîneurs
- Grigore Sichitiu
- Dorian Marin
- Akram Ahmad Salman
- Marinko Koljanin
- Luc Eymael
- Martin Koopman